# Ellwood Madill
Pour les articles homonymes, voir Madill.
John Ellwood Madill (15 janvier 1915-5 décembre 1999) est un homme politique canadien de l'Ontario. Il est député fédéral progressiste-conservateur de la circonscription ontarienne de Dufferin—Simcoe de 1963 à 1968 et de Peel—Dufferin—Simcoe de 1972 à 1974.

## Biographie
Né à Melancthon (en) en Ontario, Madill occupe la fonction de conseiller municipal du Mono (en) de 1952 à 1957 et ensuite de vice-préfet à 1959 et de préfet jusqu'en 1963. En 1962, il est directeur du comté de Dufferin.
Il occupe la fonction d'agent d'assurance à Orangeville en Ontario avant de remporté la nomination progressiste-conservateur en février 1963. Élu en 1963, il est réélu en 1965. 
À la suite de la réorganisation des circonscriptions en 1966, Madill se présente sans succès dans Peel—Dufferin—Simcoe en 1968. Parvenant à revenir à la Chambre des communes en 1972, il est défait en 1974.

## Résultats électoraux
Modèle:Élection générale canadienne de 1965 — Dufferin-Simcoe
Modèle:Élection générale canadienne de 1963 — Dufferin-Simcoe